# از زمانه چه ترسی داریم
از زمانه چه ترسی داریم (به هندی: Zamane Se Kya Darna) فیلمی محصول سال ۱۹۹۴ و به کارگردانی بابی راج است. در این فیلم بازیگرانی همچون سانجی دات، راوینا تاندون، شاکتی کاپور، راضا مراد، جانی لور، آلوک نات و گلشن گروور ایفای نقش کرده‌اند.